# علی‌اکبر حکیم شوشتر
علی اکبر حکیم شوشتر سیاست‌مدار و مدیر ارشد اجرایی ایرانی بود، که در دوره بیست و یکم مجلس شورای ملی بعنوان نماینده شوشتر از استان خوزستان در مجلس شورای ملی حضور داشت.